# 顺为资本
顺为资本（英語：Shunwei Capital Partners GP Limited）是一家投资亚太地区初创企业的风险投资基金。小米集团的创始人雷军和许达来于2011年联合创立顺为资本。截止2021年9月，基金管理规模合计约200亿人民币。
顺为资本的出资人除了小米集团，还包括国家主权基金、家族基金、基金中的基金及大学基金会等。
公司曾设立印度办公室，但已于2020年暂时关闭。

## 募资历史
截止2018年11月，顺为资本管理四期共计29.6亿美元的美元基金，以及两期共计20亿元的人民币基金。
| 基金                      | 起始投资年份 | 资本规模 ($m) |
| ------------------------- | ------------ | ------------- |
| 顺为中国互联网基金IV      | 2018         | USD 1,210     |
| 顺为中国互联网机会基金III | 2018         | USD 1,210     |
| 顺为环球基金              | 2018         | 不详          |

## 投资
顺为资本投资的公司包括小米集团，爱奇艺，蔚来汽车，趣头条，今日头条，小鹏汽车，石头科技等。基金早期和小米集团共同投资了许多硬件初创公司，比如华米，云米等，后来基金也参投很多软件公司，比如爱奇艺，丁香园，一起作业等。